# Jerzy II Grecki

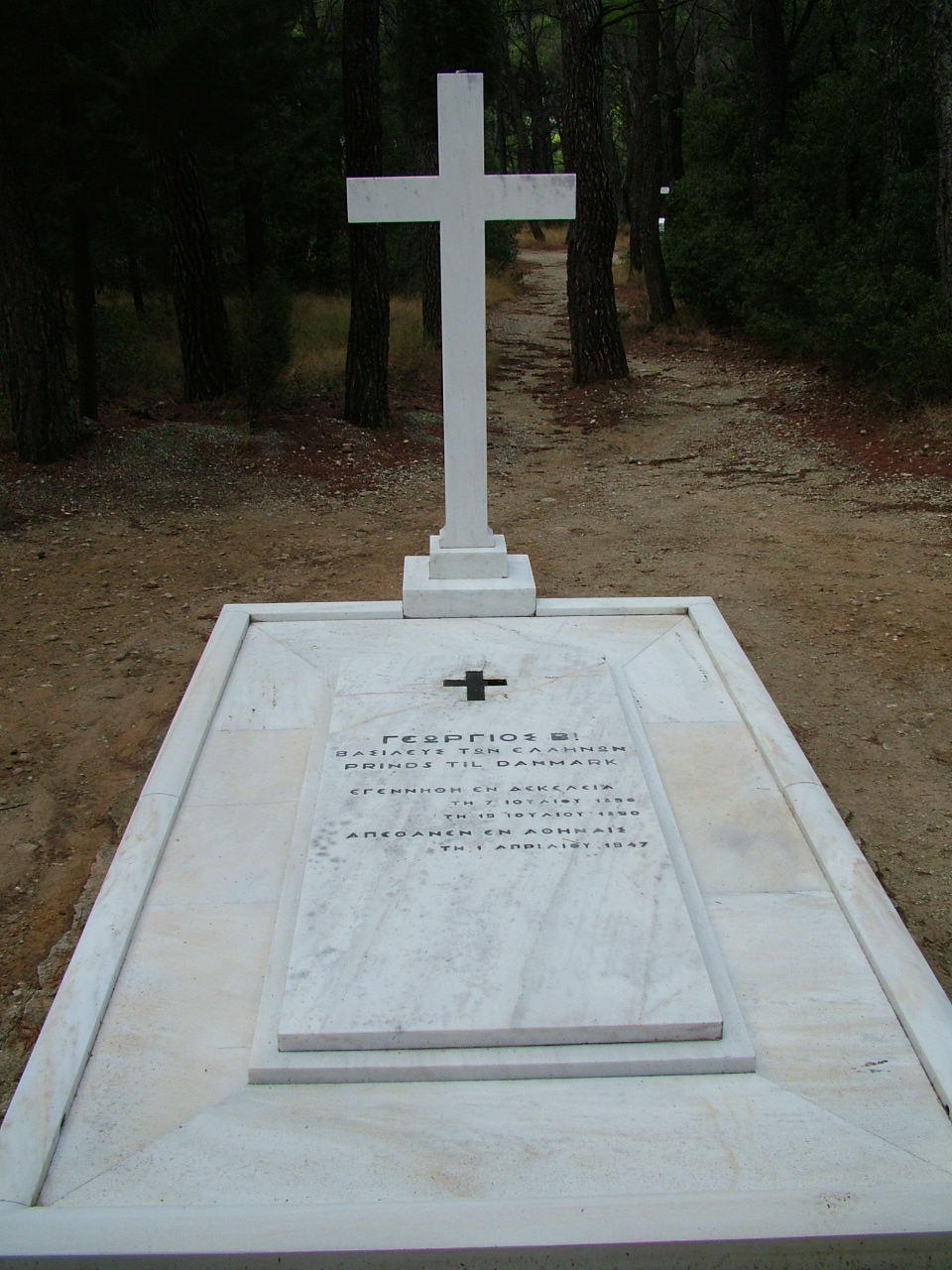
Grób Jerzego II na prywatnym cmentarzu, w Tatoi

Jerzy II (ur. 19 lipca 1890 w Tatoi, zm. 1 kwietnia 1947 w Atenach) – król Grecji w latach 1922–1924 i 1935–1947 z dynastii Glücksburgów, bocznej linii Oldenburgów. Syn Konstantyna I Greckiego i Zofii Pruskiej.

## Życiorys

### Pierwszy okres sprawowania władzy
Królem został po abdykacji ojca Konstantyna I, 27 września 1922. Przyczyną rezygnacji Konstantyna z tronu było rozgoryczenie społeczeństwa po przegranej wojnie z Turcją, wyrażone w rewolucji 11 września 1922. Dzień po formalnym przejęciu korony przez Jerzego do Aten wkroczyły oddziały wierne sformowanemu przez wojsko Komitetowi Rewolucyjnemu.
Polityka rządu sformowanego przez wojskowych, z premierem Stylianosem Gonatasem, spotkała się ze sprzeciwem części oficerów o przekonaniach rojalistycznych. Próba puczu przeprowadzona przez gen. Jeorjosa Leonardopulosa zakończył się jednak klęską, zaś rząd oskarżył Jerzego II o współorganizację spisku. W grudniu 1923 republikanie odnieśli zwycięstwo w wyborach parlamentarnych, zaś w marcu 1924 przegłosowali pozbawienie panującej dynastii tronu. Jerzy II odmówił dobrowolnej abdykacji. 25 marca 1924 (święto niepodległości) parlament ogłosił Grecję republiką, co 13 kwietnia 1924 potwierdził powszechny plebiscyt.
Członkowie rodziny królewskiej postanowili opuścić kraj. Odjazdowi władcy nie towarzyszyło zbyt wiele osób ponieważ sam władca o to prosił. Parowiec z rodziną królewską skierował się do Rumunii żegnany odgłosami piętnastu strzałów armatnich z lądu.
Król Jerzy osiadł w Londynie, gdzie przez dwanaście lat żył w Brown's Hotel. W proklamowanej w 1924 Republice Grecji, pod koniec 1934 do władzy doszło stronnictwo monarchistyczne. W listopadzie 1935 ponad 75% Greków zagłosowało w plebiscycie za restauracją monarchii. Plebiscyt ten został zmanipulowany. Według oficjalnych wyników za powrotem monarchii oddano 1,49 mln głosów, zaś 32 tys. padły przeciwko. Oznaczało to, że deklarowana liczba oddanych głosów była o 400 tys. wyższa niż łączna liczba uprawnionych do głosowania; wyniki te A. Brzeziński uważa za niewiarygodne

### Do 1941
Jerzy II wrócił do kraju po tym, gdy delegacja grecka na czele z gen. Jeorjosem Kondilisem oficjalnie poprosiła o to w Londynie. Jerzemu towarzyszył brat Paweł, naturalny następca tronu, ponieważ król nie miał dzieci. Nie mogąc zamieszkać w ateńskim pałacu królewskim, zajętym już przez Parlament Grecji, król przeniósł się do rodzinnej rezydencji w Tatoi, odległej o ok. 27 km od centrum miasta.
Jedną z pierwszych decyzji Jerzego II było ogłoszenie amnestii wobec uczestników nieudanego wenizelistowskiego zamachu stanu z marca tego samego roku, mimo sceptycyzmu rządzącej Partii Ludowej. Następnie król rozwiązał parlament. Na czele rządu pozaparlamentarnego stanął Konstantinos Demertzis. W styczniu 1936 w kolejnych wyborach rojaliści i wenizeliści wraz z sojusznikami uzyskali niemal identyczną liczbę mandatów (143 i 142). Demertzis ponownie stanął na czele rządu traktowanego jako tymczasowy, nieoczekiwanie jednak zmarł. Wówczas król mianował premierem gen. Joanisa Metaksasa. Z kryzysem gospodarczym i politycznym zbiegł się konflikt społeczny i fala protestów robotniczych. W sierpniu 1936 Jerzy II poparł zamach stanu Metaksasa, zastępując ustrój demokratyczny autorytaryzmem inspirowanym częściowo wzorcem faszyzmu włoskiego. Król oddał całość władzy w ręce Metaksasa, usuwając się z życia publicznego.

### II wojna światowa
W 1940 Grecję zaatakowały wojska włoskie. Mimo szczupłych sił, kraj okazał się bardzo dobrze przygotowany do obrony. Toteż wiosną 1941, już po niespodziewanej śmierci dyktatora Metaksasa, do agresji dołączyły III Rzesza i Bułgaria. Król z rodziną uciekli za granicę. Z Kairu król wydał antydatowaną proklamację do narodu, stwarzając wrażenie, że powstała jeszcze na Krecie, przez którą rodzina królewska ewakuowała się do Egiptu. W Londynie Jerzy II powołał tymczasowy rząd na wygnaniu. Na emigracji król nie śledził bieżącej sytuacji w okupowanej Grecji. Jak pisze Tadeusz Czekalski

Bardziej w tym czasie zajmowały go dyskusje o możliwości powiększenia państwa po wojnie niż działalność ruchu oporu. Zalecał powstrzymanie się od akcji zbrojnych, aby nie prowokować odwetu okupantów. Chcąc stworzyć korzystną dla siebie pozycję wyjściową na przyszłość, konsekwentnie pozbywał się z rządu byłych współpracowników Metaksasa i deklarował przywrócenie po wojnie wolności obywatelskich

 Drastyczne czystki przeprowadzono w greckich siłach zbrojnych na wychodztwie. Trzy greckie brygady zredukowano do jednej, większą część ich składu internując, do końca wojny, w brytyjskich obozach jenieckich, jako uznanych za nieprzychylnych idei odtworzenia po wojnie monarchii.
Wielka Brytania wspierała powrót króla do kraju po zakończeniu działań wojennych. 4 lipca 1944 Jerzy II deklarował przywrócenie konstytucji z 1911, przeprowadzenie wolnych wyborów. Mimo tego król był w okupowanej Grecji całkowicie niepopularny. Znacznie większe poparcie społeczeństwa miała lewicowa partyzantka ELAS i sformowany przez lewicę Polityczny Komitet Wyzwolenia Narodowego.
W październiku 1944 r. nastąpiło wyzwolenie Grecji spod okupacji. W duchu uzgodnień dokonanych w Warkizie k. Aten pomiędzy aliantami, powracającym do kraju rządem greckim oraz dowódcami z ugrupowań greckiego ruchu oporu, 1 września 1946 odbyło się referendum narodowe o ustroju państwa. Według opublikowanych wyników, 68% głosujących opowiedziało się wtedy za powrotem monarchy. Na jego mocy król Jerzy II po raz drugi powrócił do kraju. Referendum odbyło się w warunkach terroru policyjno-wojskowego, skierowanego przeciw lewicy, jaki rozpoczął się praktycznie natychmiast po zawarciu porozumienia z Warkizy. W tym okresie aresztowano i często także torturowano oraz skazano na długoletnie więzienie co najmniej 80 tys. osób. Dodatkowo w okresie przedwyborczym oraz przed referendum ustrojowym zaznaczyła się aktywność bojówek o orientacji prawicowo-monarchistycznej. W szczególności doszło do 1289 mordów, 6671 zranień, 31 632 przypadków tortur, 165 gwałtów i 18 767 rabunków wobec działaczy lewicy i ich rodzin. Zniszczono 767 biur i punktów informacji wyborczej lewicy. Niemal bezpośrednio po ogłoszeniu wyniku referendum, kraj ogarnęła wojna domowa, w której zginęło od 70 tysięcy do 80 tys. Greków, dziesiątki tysięcy dotkniętych zostało trwałym inwalidztwem, a od 50 do ok. 60 tysięcy wychodźców politycznych musiało udać się na emigrację.

### Po powrocie do kraju
Niezwłocznie po królewskim powrocie, przez greckie siły zbrojne przetoczyła się fala procesów, w tym  kilkudziesięciu wyroków śmierci, nieraz jedynie za postawę, przez co sądy rozumiały niechęć żołnierzy wobec idei monarchii. W siedem miesięcy później król zmarł na zawał serca. Pochowano go na prywatnym cmentarzu greckiej rodziny królewskiej w Tatoi. Jego następcą został brat Paweł I Grecki.
W 1937 odznaczony Orderem Orła Białego, co mogło mieć związek z zakupami dla greckich sił zbrojnych uzbrojenia polskiej produkcji, zwłaszcza 36 myśliwców PZL P.24.

## Życie prywatne
27 lutego 1921 poślubił Elżbietę Hohenzollern-Sigmaringen, córkę króla Rumunii Ferdynanda I. Para nie miała dzieci i rozwiodła się 6 lipca 1935.